# Bo Ekvall
Bo Ivar Ekvall, född 27 augusti 1930 i Säby, Jönköpings län, är en svensk kompositör, musiklärare och organist.

## Biografi
Bo Ivar Ekvall föddes 27 augusti 1930 i Säby. Ekvall studerade vid Kungl. Musikhögskolan i Stockholm, samtidigt som Lars Egebjer, Rune Elmehed och Eskil Burman. Efter studierna valde han att arbeta som musiklärare på Sollefteå högre allmänna läroverk, Sollefteå. På skolan hade han pianoelever, som kom att vilja spela orgel. Under tiden han arbetade där skrev han orgelskolan Orgelspel. Han slutade sedan i Sollefteå och började studera musikforskning vid Uppsala universitet. Efter studierna blev han musiklärare på Oskarshamns högre allmänna läroverk, Oskarshamn. Han började efter det att arbeta som organist i Degerfors församling. 1968 blev han ledare för musiklinjen för blivande kantorer på Oskarshamns folkhögskola. På skolan undervisande han i bland annat i orgelspel, harmonilära och musikhistoria.
Under hans tid som linjeledare kom examinationen på skolan att ändras. När han började på skolan åkte eleverna till Linköping för att examineras. Senare när utbildningen fick en fastare form, kom en examinator och två censorer från Kungliga Musikaliska Akademien i Stockholm. Under 1980-talet examinerades omkring 30 kantorer om året. Skolan kom att få allt bättre rykte och enligt Ekvall berodde denna framgång på en stabil lärargrupp som arbetade tillsammans. Under samma tid fick skolan ett eget kapell med orgel och konsertflygel. På 1990-talet slutade sommarkurserna och skolan fick själv rätt att examinera kantorer.Ekvall gick i pension år 1995.
Som elever har Ekvall bland annat haft Jan-Olof Kulander och Mats Åkerlund.

## Musikverk
Ekvall har arrangerat musikstycken för orgel och kör. Han har gett ut musiken på Cantate (nuvarande Noteria) och Kulander Musik AB.

### Solosång
- Fyra andliga solosånger av Johan Helmich Roman. Utgiven 2017 på Kulander musik.[5]

1. Jag vet att min förlossare lever
2. Hjärteliga kär haver jag dig.
3. De som redeliga för sig vandrag hava
4. Herre, du är min tröst.

### Körverk
- Tre visor för Lucia för fyrstämmig kör (SATB). Utgiven 2015 på Kulander musik.[5]

1. Sankta Lucia
2. Se godmorgon i huset
3. Staffan stalledräng

- I himmelen, i himmelen för trestämmig kör (SAB), orgel och två fioler. Utgiven 2015 på Kulander musik.[5]

- Tre sånger av Lina Sandell för trestämmig damkör (SSA) och orgel. Utgiven 2016 på Kulander musik.[5]

1. Jesus kär, var mig när
2. Herre, samla oss nu alla
3. Jag kan icke räkna dem alla

- I denna ljuva sommartid för trestämmig kör (SAB) och piano. Utgiven 2016 på Kulander musik.[5]

- Var är den Vän, som överallt jag söker för trestämmig kör och piano eller orgel. Finns även för fyrstämmig kör (SATB). Utgiven 2017 på Kulander musik.[5]

- Det dukas i himlarnas rike ett bord för trestämmig kör och orgel. Utgiven 2017 på Kulander musik.[5]

- Kvällen stundar för fyrstämmig kör (SATB). Utgiven 2018 på Kulander musik.[5]

- I himmelen, i himmelen för trestämmig kör (SAB eller SSA), orgel och flöjt. Utgiven 2019 på Kulander musik.[5]

### Orgelverk
- Sorgen och glädjen. Utgiven 2014 på Cantate, Klockrike.[6]

- Eja, mitt hjärta. Utgiven 2014 på Kulander Musik.[5]

- Ifrån min födslotimma du sörjt, o Gud för mig. Utgiven 2014 på Kulander Musik.[5]

- Tränger i dolda djupen ner. Utgiven 2015 på Cantate, Klockrike.[7]

- En dunkel örtagård jag vet. Utgiven 2015 på Cantate, Klockrike.[8]

- Largo och Lento ur Cellokonsert i e-moll av Antonio Vivaldi. Utgiven 2015 på Kulander Musik.[5]

- Sist få vi nu säga varandra farväl. Utgiven 2015 på Kulander Musik.[5]

- Vårfrudagsvals "Svärdsjövisan". Utgiven 2015 på Kulander Musik.[5]

- Min själ, du måste nu glömma. Utgiven 2016 på Cantate, Klockrike.[9]

- Brudmarsch efter Johan Magnus Dahl, Skatelöv. Utgiven 2016 på Kulander Musik.[5]

- Largo ur Sonata a tre av Johan Helmich Roman. Utgiven 2016 på Kulander Musik.[5]

- Svit i folkton. Utgiven 2016 på Kulander Musik.[5]

1. Visa efter Per Wickenberg, Tingsås.
2. Polska efter Olof Knut-Ekwall, Säby.
3. Psalm "Ack, att i synd vi slumra bort" efter Bror Strand, Urshult.
4. Brudlåt efter Olof Knut-Ekwall, Säby.

- Två julpastoraler. Utgiven 2016 på Kulander Musik.[5]

1. Pastoral ur Concerto grosso nummer 8 av Arcangelo Corelli.
2. Piaf ur oratoriet Messias av Georg Friedrich Händel.

- Preludium ur Sonata da camera i e-moll av Arcangelo Corelli. Utgiven 2016 på Kulander Musik.[5]

- Två orgelkoraler. Utgiven 2019 på Kulander Musik.[5]

1. Ack, hjärtans ve
2. Guds rena Lamm

- Se, vi går upp till Jerusalem. Utgiven 2020 på Kulander Musik.[5]

### Musikskolor
- Orgelspel, skola och spelbok för orgel. Utgiven 1968 på Nordiska musikförlaget.[10]

- Vi spelar piano, studieplan för gruppundervisning i piano. Utgiven 1968 på Verbum.[11]

- A vista, gehörsövningar med koralsatser för kyrkoåret.[12]

1. Den helige Mikaels dag - annandag jul. Utgiven 1969 i Stockholm.[13]
2. Nyårsdagen - jungfru Marie bebådelsedag. Utgiven 1969 i Stockholm.[14]
3. Palmsöndagen - Pingstdagen.[15]

- Koralpreludiering, en handledning för de första övningarna. Utgiven 1981 på Cantate, Västerås.[16]